# Leoš Zajíc
Leoš Zajíc (* 17. listopadu 1958, Brno) je bývalý český hokejový útočník.

## Hokejová kariéra
V československé lize hrál za TJ Zetor Brno. Nastoupil v 80 ligových utkáních, dal 21 ligových gólů a měl 7 asistencí. V nižších soutěžích hrál za TJ Lokomotiva Ingstav Brno. Po emigraci v roce 1986 působil v Německu v týmech Schwenninger ERC, Frankfurter ESC a EHC Freiburg.

## Klubové statistiky
| Sezona    | Klub                       | Soutěž  | Základní část | Základní část | Základní část | Základní část | Základní část | Play off | Play off | Play off | Play off | Play off |
| Sezona    | Klub                       | Soutěž  | Z             | G             | A             | B             | TM            | Z        | G        | A        | B        | TM       |
| --------- | -------------------------- | ------- | ------------- | ------------- | ------------- | ------------- | ------------- | -------- | -------- | -------- | -------- | -------- |
| 1978/1979 | TJ Ingstav Brno            | 2. liga | 5             | 2             | 4             | 6             | 4             | -        | -        | -        | -        | -        |
| 1979/1980 | TJ Lokomotiva Ingstav Brno | 2. liga | 43            | 13            | 11            | 24            | 10            | -        | -        | -        | -        | -        |
| 1980/1981 | TJ Lokomotiva Ingstav Brno | 2. liga | 38            | 8             | 14            | 22            | 34            | -        | -        | -        | -        | -        |
| 1981/1982 | TJ Lokomotiva Ingstav Brno | 2. liga | 40            | 17            | 6             | 23            | 26            | -        | -        | -        | -        | -        |
| 1982/1983 | TJ Lokomotiva Ingstav Brno | 2. liga | 39            | 30            | 12            | 42            | 49            | -        | -        | -        | -        | -        |
| 1983/1984 | TJ Lokomotiva Ingstav Brno | 2. liga | 44            | 32            | 17            | 49            | 18            | -        | -        | -        | -        | -        |
| 1984/1985 | TJ Zetor Brno              | 1. liga | 38            | 8             | 3             | 11            | 16            | -        | -        | -        | -        | -        |
| 1985/1986 | TJ Zetor Brno              | 1. liga | 42            | 13            | 4             | 17            | -             | -        | -        | -        | -        | -        |
| 1988/1989 | Schwenninger ERC           | 1. liga | 37            | 15            | 17            | 32            | -             | -        | -        | -        | -        | -        |
| 1989/1990 | Schwenninger ERC           | 1. liga | 34            | 18            | 20            | 38            | 4             | 12       | 2        | 2        | 4        | 10       |
| 1990/1991 | Schwenninger ERC           | 1. liga | 46            | 20            | 22            | 428           | 14            | -        | -        | -        | -        | -        |
| 1991/1992 | Schwenninger ERC           | 1. liga | 44            | 13            | 19            | 32            | -             | -        | -        | -        | -        | -        |
| 1993/1994 | Frankfurter ESC            | 2. liga | -             | -             | -             | -             | -             | -        | -        | -        | -        | -        |
| 1996/1997 | Schwenninger Wild Wings    | 2. liga | 2             | 2             | 2             | 4             | -             | -        | -        | -        | -        | -        |
| 1997/1998 | Schwenninger Wild Wings    | 2. liga | 20            | 23            | 16            | 39            | 2             | -        | -        | -        | -        | -        |